# Skokani Olomouc
Skokani Olomouc jsou baseballový a softbalový sportovní klub. Muži v letech 2005 - 2019 hráli nejvyšší soutěž — Českou baseballovou extraligu, od sezony 2020 hraje A - tým První ligu. Extraligu hráli ještě v letech 1998–1999. Dříve byli součástí TJ Sigma Olomouc, jako oddíl baseballu a softballu. Skokani hrají na stadionu v Olomouci — Lazcích (klub má k dispozici 2 hřiště - z toho 1 pro mládež), který byl dokončen v roce 2005, ve stejném roce hostil Mistrovství Evropy v baseballu. Klub je registrován jako občanské sdružení.  
Klub sdružuje A tým, B tým, U15, U13, U10, U8, U7. Dále klub organizuje tzv. ligu slowpitche, což je rekreační podoba baseballu a softballu.
A tým každoročně bojuje v baráži o Extraligu. Hlavním trenérem je Jakub Voják, který má bohaté zahraniční zkušenosti. V týmu je také Martin Schneider, který reprezentoval český národní tým na World Baseball Classic 2023 v Tokiu. Skokani Olomouc se v posledních letech zaměřují na výchovu mládeže.

## Historické názvy
- TJ Sigma Olomouc
- Skokani Olomouc